# Sam Ricketts
Pour les articles homonymes, voir Ricketts.
Samuel « Sam » Ricketts est un ancien footballeur international gallois né le 11 octobre 1981 à Aylesbury (Angleterre). Il occupait le poste de stoppeur devenu entraîneur.

## Biographie
Sam Ricketts a vu sa carrière démarrer lors de son passage à Swansea City, club gallois du championnat anglais, avec lequel il obtient la montée en Coca-Cola League 1 (D3) en 2005. Il a rejoint Hull City en 2006, avec lequel il est monté en Premier League en 2008. Le 25 juillet 2009, il est transféré aux Bolton Wanderers.
Le 4 juillet 2013 il rejoint Wolverhampton Wanderers.
Le 21 mars 2015 il est prêté à Swindon Town.

## International
Bien qu'anglais de naissance, Ricketts est international gallois et compte 52 sélections.

## Palmarès
- 2014 Membre de l'équipe type de Football League One en 2014.